# Китаев, Владимир Алексеевич
Влади́мир Алексе́евич Кита́ев (1908—1987) — советский военачальник и  летчик-ас, генерал-майор авиации (02.08.1944).

## Биография
Родился 4 декабря 1908 года в городе Верхнеудинске (ныне Улан-Удэ). Русский.

## Военная служба
После окончания школы в июле 1926 года был призван в РККА и направлен в Ленинградскую военно-теоретическую школу ВВС РККА. С 1927 года продолжил учебу в  1-й военной школе летчиков им. А. Ф. Мясникова в посёлке городского типа Кача (Крым).
В июне 1929 года назначен младшим летчиком в 52-ю штурмовую авиаэскадрилью ВВС БВО в городе Гомель. С сентября 1930 года проходил службу в 19-й авиаэскадрилье, дислоцировавшейся сначала в  Брянске, затем в Москве и Хабаровске, исполняя должности командира звена, авиаотряда, начальника штаба и командира эскадрильи. С апреля 1938 года назначен помощником командира 58-й авиабригады ВВС БВО в городе Могилёв, с апреля по октябрь 1938 года временно командовал этой бригадой. Принимал участие в походе Красной армии в Западную Белоруссию.
В 1939 году  Китаев был направлен на оперативные курсы при Военно-воздушной академии РККА им. профессора Н. Е. Жуковского, по окончании которых в ноябре назначен командиром 49-го истребительного авиаполка ВВС в городе Лида. В этой должности принимал участие в Советско-финляндской войне 1939-1940 гг. За успешное выполнение заданий командования полк был награжден орденом Красного Знамени. Лично полковник  Китаев совершил 59 боевых вылетов, которых одержал свою первую воздушную победу, 22 января 1940 года в группе сбил биплан противника в районе Койриноя — Кителя. За боевые отличия в этой войне Китаев был награждён орденом Красного Знамени. С мая 1940 года исполнял должность заместителя командира 6-й смешанной авиадивизии ВВС 8-й армии ПрибОВО в городе Рига. В апреле 1941 года назначается командиром 72-й смешанной авиадивизии ВВС ЗакВО.

### Великая Отечественная война
С началом  войны полковник  Китаев продолжал командовать этой дивизией. С августа 1941 года исполняет должность командующего ВВС 44-й и Приморской армий. С июля 1942 года  вступил в командование 283-й истребительной авиадивизией. В этих должностях принимал участие в боях на Крымском, Юго-Западном, Сталинградском и Донском фронтах.
После окончания Сталинградской битвы в феврале 1943 года полковник  Китаев, как один из лучших командиров дивизий, возглавил 274-ю истребительную авиадивизию 1-го истребительного корпуса 3-й воздушной армии Калининского фронта. Прибыл в дивизию в момент развертывания операции по ликвидации демянского выступа и сразу энергично взялся за руководство боевой работой частей. 18 марта 1943 года за высокие боевые успехи, самоотверженность личного состава, организованность и дисциплину 274-я истребительная авиадивизия была преобразована в 4-ю гвардейскую и до конца войны входила в 1-й гвардейский истребительный авиакорпус. С мая в составе 15-й воздушной армии Брянского фронта она участвовала в Брянской наступательной операции, в ходе которой ее части прикрывали войска Брянского фронта. В ноябре 1943 года дивизия была включена в 3-ю воздушную армию 1-го Прибалтийского фронта и приняла участие в Смоленской, Невельской, Полоцкой и Городокской наступательных операциях. В июне 1944 г. она вошла в состав 1-й воздушной армии 3-го Белорусского фронта и участвовала в освобождении Белоруссии и Литвы, прикрывала войска фронта в Витебско-Оршанской, Минской и Вильнюсской наступательных операциях. В июле 1944 года дивизия была передана в 3-ю воздушную армию 1-го Прибалтийского фронта и участвовала в Шяуляйской, Прибалтийской, Восточно-Прусской наступательных операциях. В апреле — мае 1945 года в составе 16-й воздушной армии 1-го Белорусского фронта успешно действовала в Берлинской наступательной операции. За успешное выполнение боевых заданий командования ей было присвоено почетное наименование «Оршанская», и она была награждена орденами Красного Знамени и Суворова 2-й ст. Всего за время его командования дивизией было совершено 14 056 боевых самолето-вылетов, проведено 563 воздушных боя, в которых сбито 724 самолета противника. Лично генерал-майор авиации  Китаев за время войны совершил 174 боевых вылета, провел 31 воздушный бой, в которых сбил лично 9 самолетов противника.
За время войны комдив Китаев был 3 раза персонально упомянут в благодарственных в приказах Верховного Главнокомандующего.

### Послевоенное время
После войны  Китаев до октября 1945 года продолжал командовать этой же дивизией. С февраля 1946 года — командир 16-й гвардейской истребительной авиационной Свирской Краснознаменной дивизии в Беломорском ВО. В марте 1947 года переведен заместителем командира 336-й истребительной авиадивизии ПрибВО. В ноябре назначается заместителем командира 275-й истребительной авиадивизии 13-й воздушной армии. В сентябре 1948 года генерал-майор авиации  Китаев уволен в запас. Переехал на постоянное место жительства в город Жданов (ныне Мариуполь). Здесь до 1958 года трудился директором завода «Металлист».

## Награды
- Орден Красного Знамени (1940)[8];
- Орден Красного Знамени (1942)[8];
- Орден Красного Знамени (1944)[8];
- Орден Красного Знамени[8];
- Орден Кутузова II степени (1944)[8];
- Орден Кутузова II степени (1945)[8];
- Орден Отечественной войны I степени (1943)[8];
- Орден Отечественной войны I степени (06.04.1985 г.)[9];
- Орден Красной Звезды (1944)[8];
- медаль «За оборону Сталинграда» (1943 г.)[8];
- медали.